# Diogo José de Sousa Lima
Monsenhor Diogo José de Sousa Lima (7 de junho de 1829 — 30 de julho de 1909) foi padre e político brasileiro. Foi deputado provincial no Ceará em dois mandatos.

## Biografia
Pe. Diogo nasceu na freguesia de Nossa Senhora da Conceição de Sobral, Ceará, filho primogênito de Úrsula Balbina de Sousa Lima e de José Rodrigues Lima. Eram seus irmãos, entre outros, o advogado José Austregésilo Rodrigues Lima, pai do médico Antônio Austregésilo e avô do escritor Austregésilo de Ataíde, e Raimunda Artemísia Rodrigues Lima, mãe de Dom José Tupinambá da Frota, 1.º bispo de Sobral. Neto paterno do alferes João Rodrigues Lima e de Josefa Joaquina da Conceição Vasconcelos, e materno de Diogo José de Sousa e Constança Maria do Carmo. Diogo e Josefa eram irmãos, logo, Úrsula e José eram primos cruzados. Os avós irmãos foram padrinhos do menino Diogo, o qual foi batizado nove dias depois de seu nascimento, na Igreja do Rosário, pelo padre Miguel Joaquim Mendes de Vasconcelos, que também era seu tio-avô.
Em 1850, entrou para o Seminário de Olinda, em Pernambuco, e recebeu o presbiterado em 4 de julho de 1852. Cantou sua primeira missa na matriz de Santana do Acaraú em 15 de agosto seguinte. Nomeado coadjutor da freguesia do Icó, em 1853, ali permaneceu até 19 de outubro de 1856. Em novembro seguinte, viajou a Pernambuco com o intuito de se submeter a concurso para uma freguesia vaga. Aprovado com louvor, foi nomeado vigário colado de Saboeiro.
Interrompeu seu paroquiato por duas vezes: a primeira durante as sessões da Assembleia Provincial entre 1860 e 1861, por ocasião de haver sido eleito deputado; a segunda, de abril a dezembro de 1867, quando foi chamado pelo bispo Dom Luís Antônio dos Santos para ocupar a Secretaria do Bispado. Dois anos depois, renunciou à freguesia e fixou residência em Sobral a fim de cuidar de sua mãe.
Por nove anos trabalhou em Sobral como sacerdote avulso, substituindo os vigários de Santana do Acaraú e Palma (Coreaú) na ausência destes. Em 1871, iniciou a construção da Capela de Nossa Senhora dos Remédios, onde hoje se situa a comunidade de Tuína, do município de Massapê, onde também manteve por três anos uma escola gratuita para meninos. Em novembro de 1874, foi nomeado inspetor das aulas de Sobral, permanecendo no exercício deste cargo até abril de 1880.
Em 4 de fevereiro de 1880, a seu pedido, foi nomeado vigário encomendado da recém-criada freguesia de Meruoca, tomando posse em 29 do mesmo mês. Em julho de 1883, iniciou a construção de uma capela dedicada a Santa Úrsula em Massapê, em terreno doado por sua mãe.
Entre 1884 e 1885, ocorreu seu segundo mandato como deputado provincial. Desta vez foi eleito vice do presidente Pe. Antero José de Lima. Para essa legislatura, havia sido eleito dez sacerdotes, entre os quais, dois amigos seus: o pe. Francisco Xavier Nogueira e o pe. Francisco Teotime de Vasconcelos, vigário colado e cooperador de Santana do Acaraú, respectivamente.
Na qualidade de presidente da Comissão de Estatística e Divisão Civil, Judicial e Eclesiástica da Assembleia, pe. Diogo foi o autor do projeto de criação da cidade de Palma, atual Coreaú, o qual apresentou na sessão de 4 de agosto de 1884, e também do projeto de criação do município de Meruoca, confinada na lei 2.090, de 13 de novembro de 1885.
Em 16 de junho de 1885, recebeu o bispo Dom Joaquim José Vieira em sua paróquia, durante a 1.ª visita pastoral, recebendo deste cumprimentos por seu trabalho de catequese. O bispo crismou na ocasião 2.351 pessoas.
Durante os 17 anos em que esteve à frente da paróquia de Meruoca, pe. Diogo promoveu muitas reformas na igreja matriz da mesma, forrando-lhe o teto de madeira, deu-lhe um novo pavimento, construiu tribunas e abriu arcos no corpo do templo. Em 1887, reconstruiu a capela do sítio Capim, atual distrito de Floresta e, em 1888, foi empregado como promotor no Sínodo Diocesano. Sua mãe, D. Úrsula, faleceu em 19 de outubro de 1892, aos 78 anos.
Em 3 de maio de 1897, foi nomeado vigário de Sobral, cargo que exerceu até 10 de fevereiro de 1908, quando foi substituído por seu sobrinho, o futuro bispo Dom Tupinambá. Durante esse tempo, no cinquentenário de sua ordenação sacerdotal, foi agraciado com o título de Camareiro de Sua Santidade, o Papa Leão XII.